# Haarfestiger
Haarfestiger dienen der Haarpflege. Sie sollen dem Haar eine höhere Festigkeit und somit eine bessere Frisierbarkeit verleihen.

## Historisches
Durch Höhlenbilder konnten Forscher herausfinden, dass schon in der Steinzeit Haarfestiger verwendet wurden. Diese bestanden damals jedoch nur aus Schlamm und Fett. Im alten Ägypten, Griechenland und Rom wurden dann kosmetische Präparate mit Ölen, Wachsen und Parfüm kombiniert. In der Renaissance verwendeten die Frauen dann Puder mit klebrigen Harzen zur Haarfestigung. Erst in den 1940er Jahren wurden die heute bekannten Haarfestiger hergestellt.

## Anwendung
Im Gegensatz zu den Haarsprays werden Haarfestiger auf das noch feuchte Haar aufgegeben. Ohne nachzuspülen wird der Festiger in das Haar gegeben; beim Föhnen wird die Frisur mit Bürsten und Kämmen entsprechend gestaltet.

## Wirkung
Die im Haarfestiger enthaltenen Filmbildner (Hydrokolloide) und Konditionierungsmittel überziehen die Haaroberfläche mit einem klaren, nicht klebrigen Film. Dadurch wird das Haar formbeständiger, elastischer und besser frisierbar. Außerdem erhält das Haar einen seidigen Glanz und verliert seine elektrostatische Aufladung.

## Einteilung

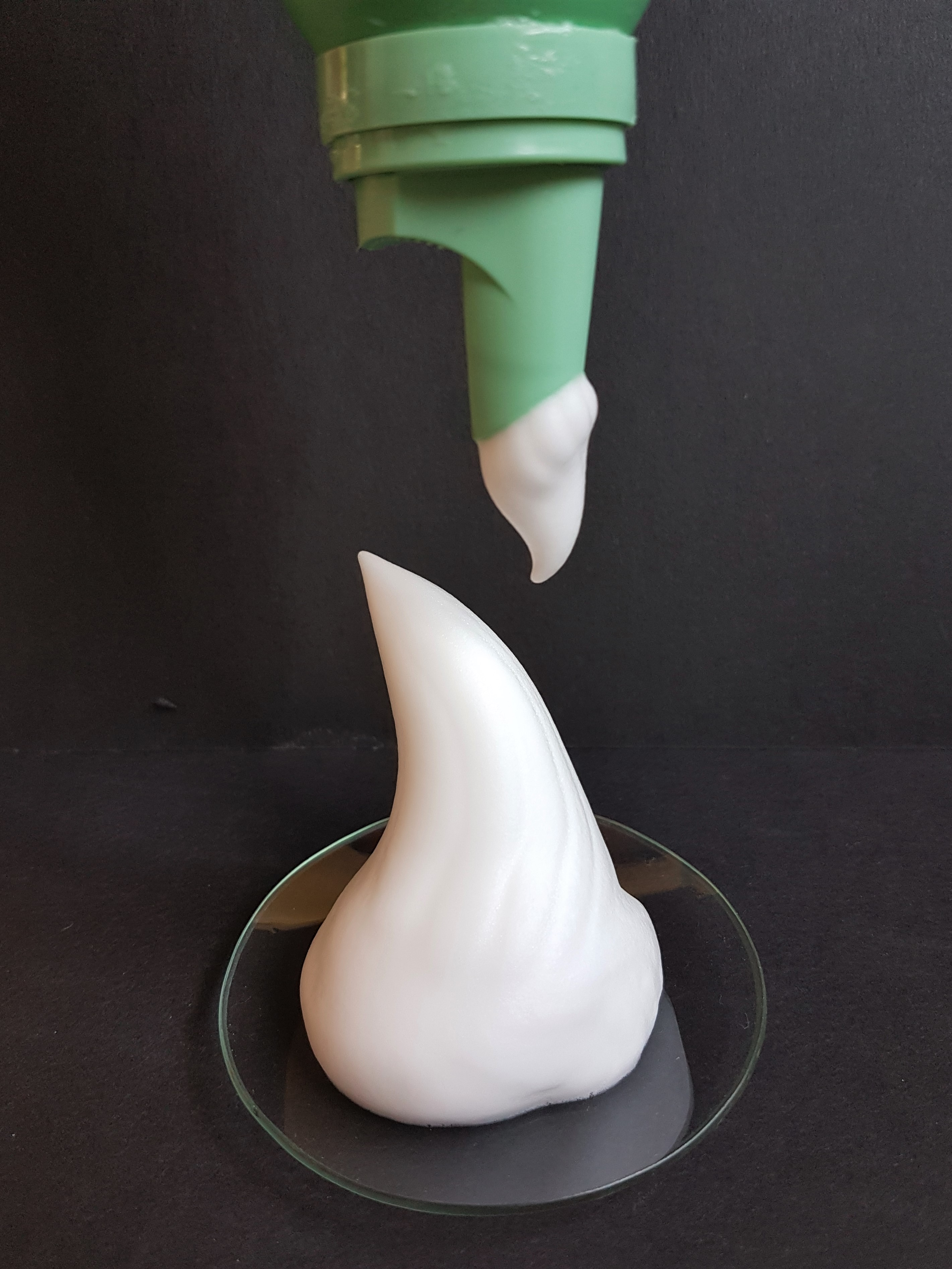
Schaumfestiger aus der Druckgasdose

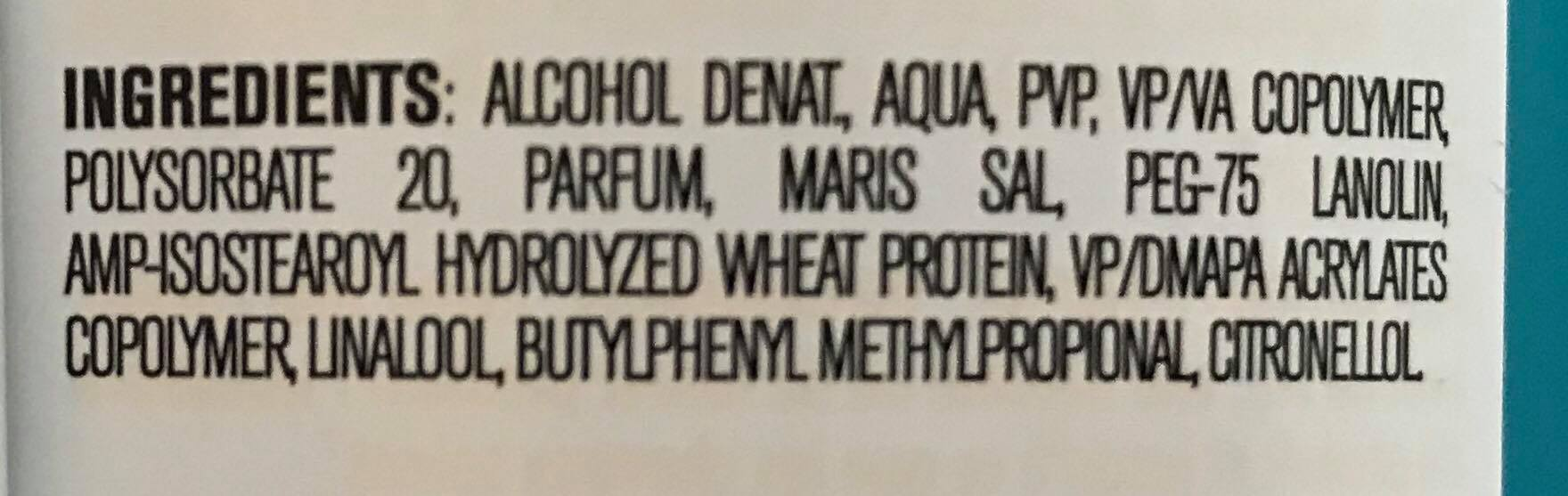
Deklaration der Inhaltsstoffe eines Haarfestigers nach INCI (Beispiel)

### Flüssige Haarfestiger
Es handelt es sich um wässrig-alkoholische Lösungen (Ethanol, Isopropanol, n-Propanol) oder wässrige Lösungen von Kunstharzen (Vinylpyrrolidon-Copolymere). Außerdem werden Weichmacher beigemischt, um dem Haar später mehr Haltbarkeit und Elastizität zu verleihen. Die Nasskämmbarkeit und der verstärkte Haarglanz entsteht durch die zusätzlich enthaltenen Filmbildner (Hydrokolloide), Konditionierungsmittel (kationische Tenside oder quartäre Polymere), Mineralöle oder Silikonöle. Außerdem können sie je nach Verwendungszweck Lichtschutzmittel, optische Aufheller und Farbstoffe enthalten.

### Tönungsfestiger
Dabei handelt es sich um einen Haarfestiger mit einem Zusatz von auswaschbaren Farbstoffen.

### Föhnlotion
Eine Föhnlotion wird verwendet, wenn das Haar während des Trockenvorgangs frisiert werden soll. Solche Produkte enthalten als Filmbildner kationische Polymere, welche einen stabileren Film geben als die Filmbildner üblicher Haarfestiger.

### Schaumfestiger
Die Anwendung und Dosierung ist einfacher als bei einem flüssigen Haarfestiger. Schaumfestiger enthalte spezielle Tenside und Treibgas.